# H.Boreroppadakaval, Hunsur
H.Boreroppadakaval là một làng thuộc tehsil Hunsur, huyện Mysore, bang Karnataka, Ấn Độ.